# Köneürgenç
Köneürgenç, im Deutschen Köneürgentsch (russisch Кёнеургенч Kjoneurgentsch; auch Куня-Ургенч Kunja-Urgentsch), ist eine am Rande der Wüste Karakum und nahe der Grenze zu Usbekistan gelegene Stadt im äußersten Norden der turkmenischen Provinz Daşoguz mit 31.565 Einwohnern (Stand 1. Januar 2005). Sie wurde erst im 19. Jahrhundert bei den 2005 zum UNESCO-Weltkulturerbe erklärten Ruinen der alten choresmischen Hauptstadt Gurgandsch (wie die neuere Stadt Urganch auch Gurgentsch oder Gurgānǧ geschrieben) errichtet.

## Name
„Köneürgenç“, der (heute) offizielle, turkmenische Name der Stadt, ist die moderne, türkisierte Form der früheren, persischen Bezeichnung „Kuhna Urgandsch“ (کهنه اورگانج; DMG Kuhna Ūrgānǧ), welche übersetzt „Alt-Urgandsch“ bedeutet. Dabei handelt es sich bei „Urgandsch“ bzw. „Urgantsch“ (Urganč) um die ungefähr seit der Zeit der Mongolenherrschaft übliche, türkisierte Form von „Gurgandsch“ (گرگانج, DMG Gurgānǧ), dem ursprünglichen (d. h. bis zum Mongolensturm gebräuchlichen) Namen der Stadt. Das „Alt-“ dient nur dazu, die im 17. Jahrhundert aufgegebene Kapitale von einer anderen choresmischen Stadt desselben Namens zu unterscheiden, welche erst in der Neuzeit gebaut wurde und heute zu Usbekistan gehört (Artikel zu dieser Stadt: Urganch). Ebenfalls vom persischen „Gurgandsch“ abgeleitet ist „al-Dschurdschaniya“ (الجرجانية, DMG al-Ǧurǧānīya), die arabische Bezeichnung der Stadt.

## Geschichte

### Altertum
Zwar lassen Keramikfunde aus dem sogenannten „Kyrk Molla“ (siehe Sehenswürdigkeiten), bei dem es sich wahrscheinlich um den ältesten Siedlungskern handelt, darauf schließen, dass die Geschichte der Stadt mindestens bis ins 5. Jahrhundert v. Chr., also in achaimenidische Zeit, zurückreicht, doch ist über das vorislamische Gurgandsch, in dem manche das im Avesta erwähnte „Urva“ sehen, bislang nur sehr wenig bekannt. In den Annalen der frühen und späten Han-Dynastie (Han Shu und Hòu Hàn Shū) findet es möglicherweise unter dem Namen „Yue-kien“ Erwähnung. Spuren des 4. bis 3. Jh. v. Chr. finden sich im nahegelegenen Dev-Kesken.

### Frühislamische Zeit

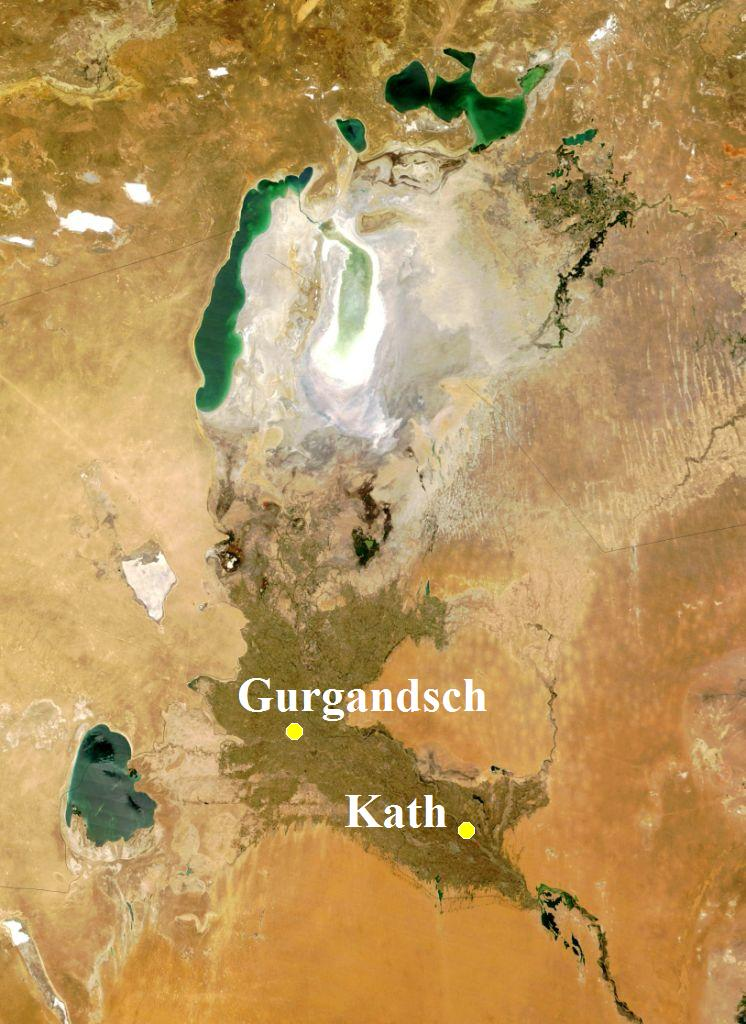
Die Oase Choresm (grünliches Fruchtland) mit ihren beiden Hauptstädten Kath und Gurgandsch. Darüber der im 21. Jahrhundert fast ausgetrocknete Aralsee

Nach der Eroberung Choresms durch die muslimischen Araber (712) scheint sich zwischen Gurgandsch, das begünstigt durch seine Kontakte in den nordkaspischen Raum (südliches Russland/Osteuropa) sowie seine Anbindung an die Seidenstraße zu einer reichen Handelsstadt aufgestiegen war, und dem alten Landeszentrum Kath, wo die seit 305 über Choresm herrschenden Afrighiden residierten, eine wirtschaftliche und politische Rivalität entwickelt zu haben (Gardizi spricht in seinem Werk „Zain al-aḫbār“ sogar von einer „alten Feindschaft“). Im 10. Jahrhundert, als sich Choresm vorübergehend unter der Oberherrschaft der Samaniden befand und der kalifale Abgesandte Ibn Fadlān drei Monate lang in Gurgandsch weilte, bevor er (zusammen mit 3000 Kamelen und 5000 Begleitern) seine Reise zu den Wolgabulgaren fortsetzen konnte, hatte diese Rivalität dann anscheinend eine Teilung des Landes in zwei konkurrierende Machtbereiche zur Folge, die erst dadurch überwunden wurde, dass der Emir von Gurgandsch, Mamun (gestorben 997), 995 Kath eroberte, die Afrighiden stürzend die Dynastie der Mamuniden begründete und als neuer Choresm-Schah die choresmische Hauptstadt nach Gurgandsch verlegte.

### Hauptstadt der Choresm-Schahs
Während Kath nun allmählich an Bedeutung verlor (und erheblich schrumpfte), wuchs die neue Kapitale Gurgandsch, die von den Arabern schon im 8. Jahrhundert zu den drei größten Städten Choresms gezählt wurde, laut al-Maqdisi „von Tag zu Tag“. Die durch Wasserkanäle mit dem Amudarja verbundene Stadt verfügte damals über vier Tore und zwei Paläste, von denen einer, derjenige Mamuns I. (Maʾmūn ibn Muḥammad), besonders prachtvolle Portale besaß und der andere von Mamuns Sohn und Nachfolger ʿAlī ibn Maʾmūn (gestorben 1009) errichtet wurde. Ali, unter dem die Choresm-Schahs auch wieder völlig unabhängig waren, ließ vor den Toren der Stadt außerdem einen großen Platz anlegen, auf dem Schafe verkauft wurden, und Maʾmūn ibn Maʾmūn bzw. Ma'mun II. (gestorben 1017) ist (dank einer Inschrift) als Erbauer eines Minarettes bekannt, dessen Überreste noch heute sichtbar sind (siehe Abschnitt zu Sehenswürdigkeiten). Unter letztgenanntem Schah, der sich genau wie sein Wesir Ahmad as-Suhaili mit so berühmten Gelehrten wie al-Bīrūnī, Ibn Sina (im Abendland als Avicenna bekannt), Abu Sahl al-Masihi, Abu Nasr al-Arraq, Abu l-Chair al-Hasan ibn al-Chammar und Abu Mansur Abd al-Malik ath-Thalibi umgab, erreichte die kurze Herrschaft der Mamuniden dann auch ihren Höhepunkt und Gurgandsch entwickelte sich zu einem der glänzendsten Zentren der islamischen Zivilisation.
 Diese kulturelle Blüte sowie die Auszeichnung Mamuns II. mit Titeln und Geschenken durch den Kalifen weckte jedoch den mit Eroberungsplänen verbundenen Neid Sultan Mahmuds von Ghazna (gest. 1030), der Mamun schließlich ultimativ dazu aufforderte, die herausragendsten Gelehrten an seinen eigenen Hof (nach Ghazna) zu entsenden und somit auch die Oberherrschaft der Ghasnaviden über Choresm anzuerkennen. Dem Schah blieb daraufhin nichts anderes übrig, als sich dem zum mächtigsten Herrscher des islamischen Ostens aufgestiegenen Sultan zu unterwerfen, doch zog dies einen Aufstand der Choresmier nach sich, der dazu führte, dass Mamun getötet wurde und Mahmud folglich einen willkommenen Grund hatte, Choresm im Jahre 1017 zu besetzen und der Herrschaft der Mamuniden ein Ende zu bereiten. In Gurgandsch residierten nun nacheinander die Choresm-Schahs aus der Dynastie der Altuntaschiden (1017–1041) und eine Vielzahl von seldschukischen Statthaltern (ab 1042/43), bevor im 12. Jahrhundert mit den türkischstämmigen Anuschteginiden eine Dynastie an die Macht kam, unter deren Herrschaft die Stadt zu einer der größten und prächtigsten des ganzen Orients aufsteigen sollte.
Als Reichshauptstadt der mächtigen, nahezu den gesamten Osten der islamischen Welt beherrschenden Choresm-Schahs aus der Dynastie der Anuschteginiden profitierte Gurgandsch natürlich (wie ganz Choresm) von den umfangreichen Einnahmen (Tribute, Kriegsbeute …), welche die Eroberungen der Schahs mit sich brachten, und wuchs zu einer prosperierenden Metropole heran, der laut dem 1219/20 in Choresm weilenden Geographen und Reisenden Yaqut (gest. 1229) keine Stadt der damaligen Welt an Reichtum, Einwohnerzahl oder Größe ihrer Residenz gleichkam (Jakut hatte immerhin bereits Syrien, Ägypten, den Irak und Chorasan bereist). Am Anuschteginidenhof, wo auch die von den Schahs unterworfenen Herrscher oder deren als Geiseln gestellte Kinder lebten und sich am Hofzeremoniell beteiligen mussten, fanden sich abermals zahlreiche brillante Künstler und Gelehrte ein, von denen vor allem der Arzt Zain ad-Din Ismail ibn Husain Dschurdschani (gest. 1136/37), der Philologe und Koranexeget Zamachschari (gest. 1144) und der Literat Raschid ad-Din Vatvat (gest. 1182/83) zu nennen sind. Beeindruckende Monumente wie die stilistisch interessanten Grabbauten Il-Arslans und Tekischs (siehe Abschnitt zu Sehenswürdigkeiten) wurden errichtet und beeinflussten mit ihrem typisch choresmischen Design nicht nur die Architektur Irans und des heutigen Afghanistans, sondern auch die des Sultanats von Delhi und des Mogulreiches. Leider ist von dieser Herrlichkeit der „Perle Choresms“ so gut wie nichts geblieben, da Dschingis-Chan, der zur Einnahme der gut befestigten Metropole eigens sämtliche Truppen wiedervereinigt hatte, Gurgandsch im Jahre 1221 dem Erdboden gleichmachen ließ: Nachdem die Bewohner ihre Stadt längere Zeit (wohl einige Monate) erbittert verteidigt und die Mongolen dazu gezwungen hatten, unter hohen Verlusten jedes Viertel einzeln zu erobern, befahl Dschingis-Chan, den Damm, der Gurgandsch vor dem Amudarja schützte, zu zerstören, sodass die bereits völlig verwüstete, teilweise brennende Stadt auch noch überflutet wurde und selbst die letzten noch stehende Gebäude in den Fluten versanken. Dabei kamen ebenso die wenigen (sich versteckenden oder tot stellenden) Einwohner um, die zuvor noch nicht aus der eroberten Stadt getrieben worden waren, um von den Mongolen entweder sofort umgebracht oder (wenn es sich um Künstler oder Handwerker handelte) zur Deportation auserwählt zu werden. Letztgenanntes Schicksal ereilte wohl mehr als 100.000 Bewohner; insgesamt sollen bei der – in allen zeitgenössischen Quellen als besonders schrecklich beschriebenen – Eroberung Gurgandschs viele Hunderttausend den Tod gefunden haben.

### Nach dem Mongolensturm
Wiederaufgebaut (1231) gehörte Urgench (wie Gurgandsch nun überwiegend genannt wurde) dann zunächst zum Reich der Goldenen Horde und entwickelte sich noch einmal zu einer blühenden Metropole, die der Reisende Ibn Battūta (gest. 1368 od. 1377) bei seinem Besuch (1333) als die größte, schönste und wichtigste der Türken erlebte. Zu den von Ibn Battuta erwähnten Monumenten der Stadt, die auch heute noch stehen, gehören beispielsweise das Grab des großen, im Mongolensturm getöteten Sufimeisters Nadschm ad-Din Kubra und das Mausoleum von Tura-Beg-Chanum, deren Mann, Qutlugh-Timur, als Statthalter Ösbek-Chans auch das nach ihm benannte (und heute ebenfalls noch zu sehende) Minarett restaurieren ließ (siehe Abschnitt zu Sehenswürdigkeiten). Als Residenz der (türkischen) Sufiden war Urgench seit den 1360er Jahren sogar wieder die Hauptstadt einer unabhängigen Herrscherdynastie, doch endete diese letzte Blütezeit mit der völligen Zerstörung der Stadt durch die Heere Temürs (gest. 1405) im Jahre 1388, von der sich die Stadt nie wieder ganz erholen sollte. Nur teilweise wieder aufgebaut (1391) verlor Urgench seine einstige wirtschaftliche und kulturelle Bedeutung und wurde im 17. Jh. schließlich ganz aufgegeben und verlassen, nachdem auf die Herrschaft der Goldenen Horde, der Timuriden, der Schaibaniden und der Safawiden im 16. Jh. die der Arabschahiden gefolgt und Chiwa im Süden Choresms zum neuen Landeszentrum aufgestiegen war. Zu dieser Zeit wurde unweit von Chiwa das bereits erwähnte, heute zu Usbekistan gehörende Neu-Urgench gebaut, das im Gegensatz zu Alt-Urgench aber nie besondere Bedeutung erlangte. Mitte des 19. Jahrhunderts, noch bevor Choresm 1873 an das Russische Reich fiel, wurde dann das moderne Köneürgenç gegründet, das seit 1924 zur Republik Turkmenistan gehört.

## Sehenswürdigkeiten
Die nach wie vor nicht ausreichend erforschten Ruinen Gurgandschs wurden im Jahre 2005 von der UNESCO zu einer – die Kriterien (ii) und (iii) erfüllenden – Weltkulturerbestätte ernannt, womit bestätigt wurde, dass es sich um einzigartige Zeugnisse Choresms hochentwickelter islamischer Kultur und überregional einflussreicher Architekturtradition handelt.

Zu den wichtigsten Monumenten zählen:
Kyrk MollaDer ca. 3 ha bedeckende, maximal 12 m hoher und teilweise ummauerte Hügel der „40 Mullahs“ (Übersetzung von Kyrk Molla) enthält u. a. die Überreste einer – wahrscheinlich den ältesten Siedlungskern Gurgandschs bildenden – Festung und wurde später als Friedhof genutzt.
Minarett Mamuns II.1900 Fund einer bleiernen Platte mit kufischer Inschrift, die neben dem Bauherrn Mamun II. auch das Baujahr 401 d. H. (= 1010/1011) nennt. Es muss (nach einer ersten Zerstörung durch die Mongolen und einem eventuellen Wiederaufbau im 14. Jh.) zwischen 1885 und 1899 in sich zusammengestürzt sein. Bei einer ersten wissenschaftlichen Untersuchung durch Tolstov 1952 war noch das Fundament (bis zu einem marmornen Ring) zu sehen (außerdem wurden damals die spärlichen Überreste der zugehörigen Moschee entdeckt). Rekonstruktion 1999–2000 bis auf eine Höhe von 6 m.
„Il-Arslan-Mausoleum“Ziemlich kleines, aus Ziegeln gebautes Grabmal aus dem 12. Jh. mit einer quadratischen Grundfläche und einer aufwändig ornamentierten Eingangsfassade, an der sich (3 verzierte Nischen krönend) auch eine kalligraphische Inschrift befindet. Es besitzt ein hohes Kuppeldach in Form einer zwölfseitigen Pyramide, deren äußere Ziegelschicht teilweise türkisblau glasiert ist und so eine Art Zickzack-/Rauten-Muster bildet. Zuordnung unsicher, da es für einen Herrscher wie Il-Arslan eigentlich viel zu bescheiden ist (aber auch die häufig zu findende Bezeichnung als Grab des Philosophen Fachr ad-Din Razi kann nicht stimmen, da dieser in Herat begraben wurde).
Tekisch-MausoleumAus Ziegeln errichtetes Grabmal mit quadratischer Grundfläche, welches als eines von ganz wenigen Gebäuden der Anuschteginidenzeit die Katastrophe des Jahres 1221 einigermaßen überstand. Das hohe, prachtvolle Kuppeldach, dessen äußere Ziegelschicht teilweise türkisblau glasiert ist und so geometrische Muster bildet, besitzt eine konische Form und ist an der Basis mit einem eleganten Schriftband versehen. Die Schlichtheit des Unterbaus, dessen einziger Schmuck der Muqarnas-Dekor über dem Eingang ist, erklärt sich wohl dadurch, dass das Gebäude ursprünglich nicht frei stehend war, sondern zu einem größeren Grabkomplex gehörte.
Das „Tor der Karawanserei“(Heute) einzeln stehendes, aufwendig verziertes Portal aus Ziegeln, welches mit Sicherheit kein einfaches „Karawansereitor“ war, da es dafür viel zu prächtig ist, stammt vermutlich aus der Zeit der Anuschteginidenherrschaft (12./13. Jh.). Der Torbogen innen mit herrlichen (dunkelblau-weiß-türkisfarbenen) Mosaiken verziert, welche geometrische und florale Muster bilden. Es wurde 1952 von Tolstov ausgegraben und in den 1980er Jahren sowie 1999–2000 restauriert.
Nadschm-ad-Din-Kubra-MausoleumAus dem 14. Jh. stammender Grabbau mit einem mit blauen, grünen und weißen Fliesen verzierten Portal besitzt vier Kuppeln und einen zentralen Innenraum mit zwei geschmückten Kenotaphen.
Qutlugh-Timur-MinarettDas wahrscheinlich auf einen beschädigten Vorgängerbau aus der Zeit vor dem Mongolensturm zurückgehende und von Choresms Statthalter Qutlugh-Timur im 14. Jh. nur restaurierte Minarett ist mit (heute noch) 62 Meter das höchste Zentralasiens. Der Durchmesser beträgt an der Basis 12 m, an der (über eine 143-Stufen-Wendeltreppe zu erreichenden) Spitze 2 m. Die äußere (vereinzelt blau glasierte) Ziegelschicht bildet zum Teil Muster und trägt Inschriften-Bänder.
Kutlug-Timur-Minarett
Tura-Beg-Chanum-MausoleumGrabmoschee aus dem 14. Jh., die allgemein Qutlugh-Timurs Frau Tura-Beg-Chanum zugeschrieben wird, vermutlich aber doch der (etwas später regierenden) Sufiden-Dynastie als Mausoleum diente. Sie besitzt ein 21 m hohes und 14 m breites Portal und eine innen mit geometrischen, an den Sternenhimmel erinnernden Mustern verzierte Kuppel, welche einen etwa 100 m² großen, hexagonalen Innenraum krönt und außen einst mit blauen Fließen verkleidet war.
Sultan-Ali-MausoleumEin relativ schmuckloser, unvollendeter Kuppelbau aus dem 15. oder 16. Jh., der direkt gegenüber dem Grab Nadschm ad-Din-Kubras steht und das Tura-Beg-Chanum-Mausoleum nachahmt.

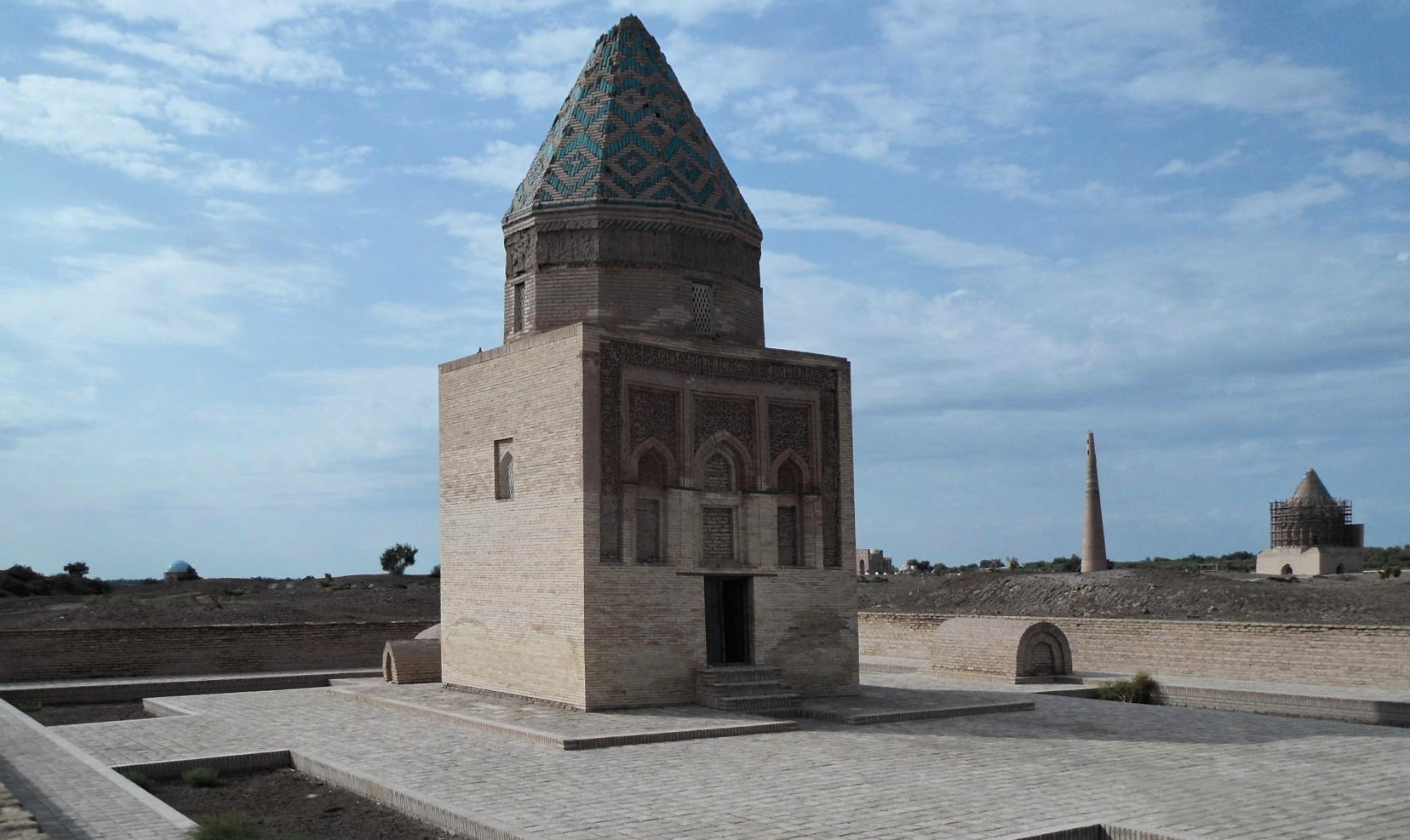
„Il-Arslan-Mausoleum“ (rechts im Hintergrund das Qutlugh-Timur-Minarett und das Tekisch-Mausoleum)
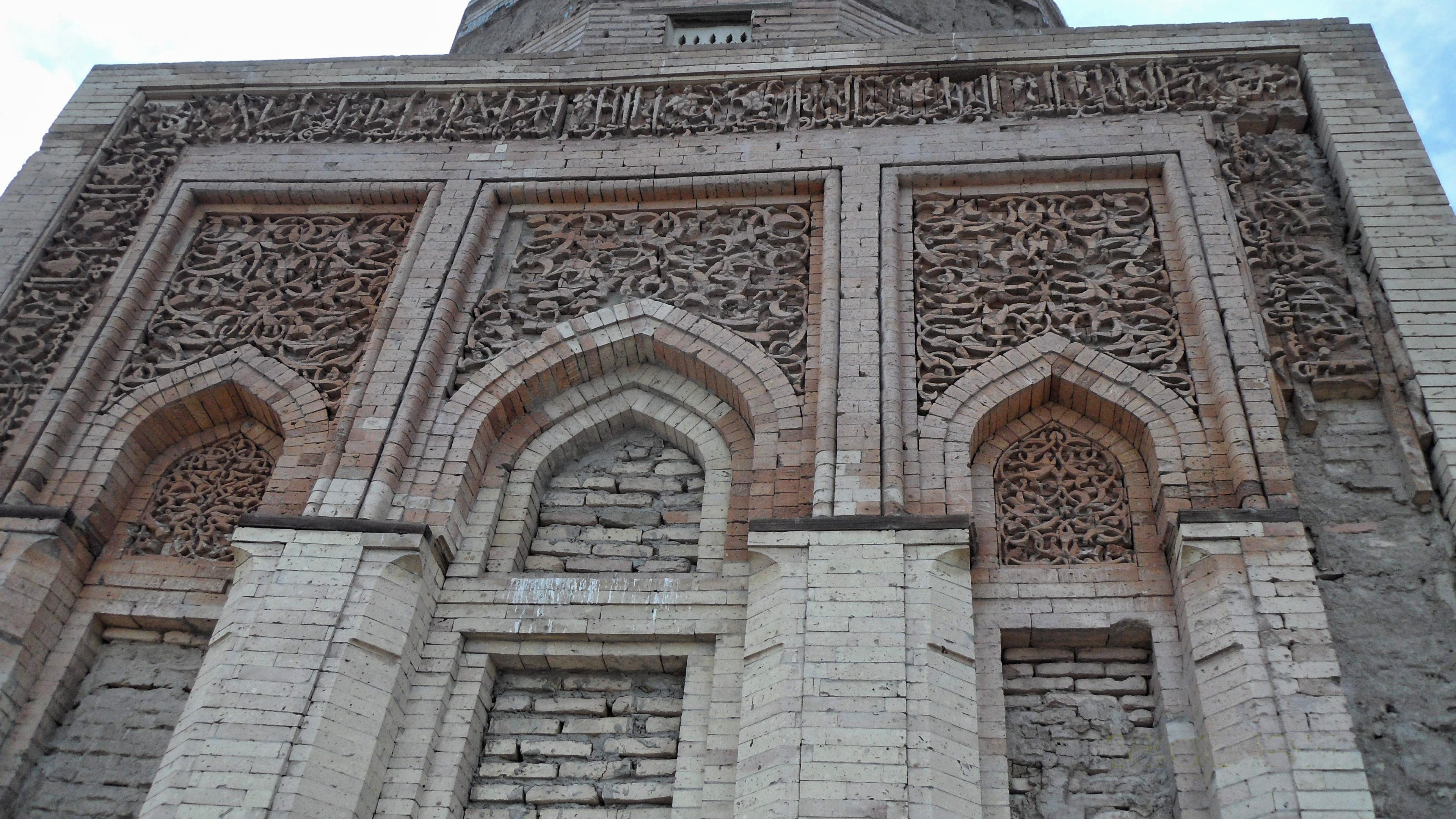
„Il-Arslan-Mausoleum“ Portalansicht
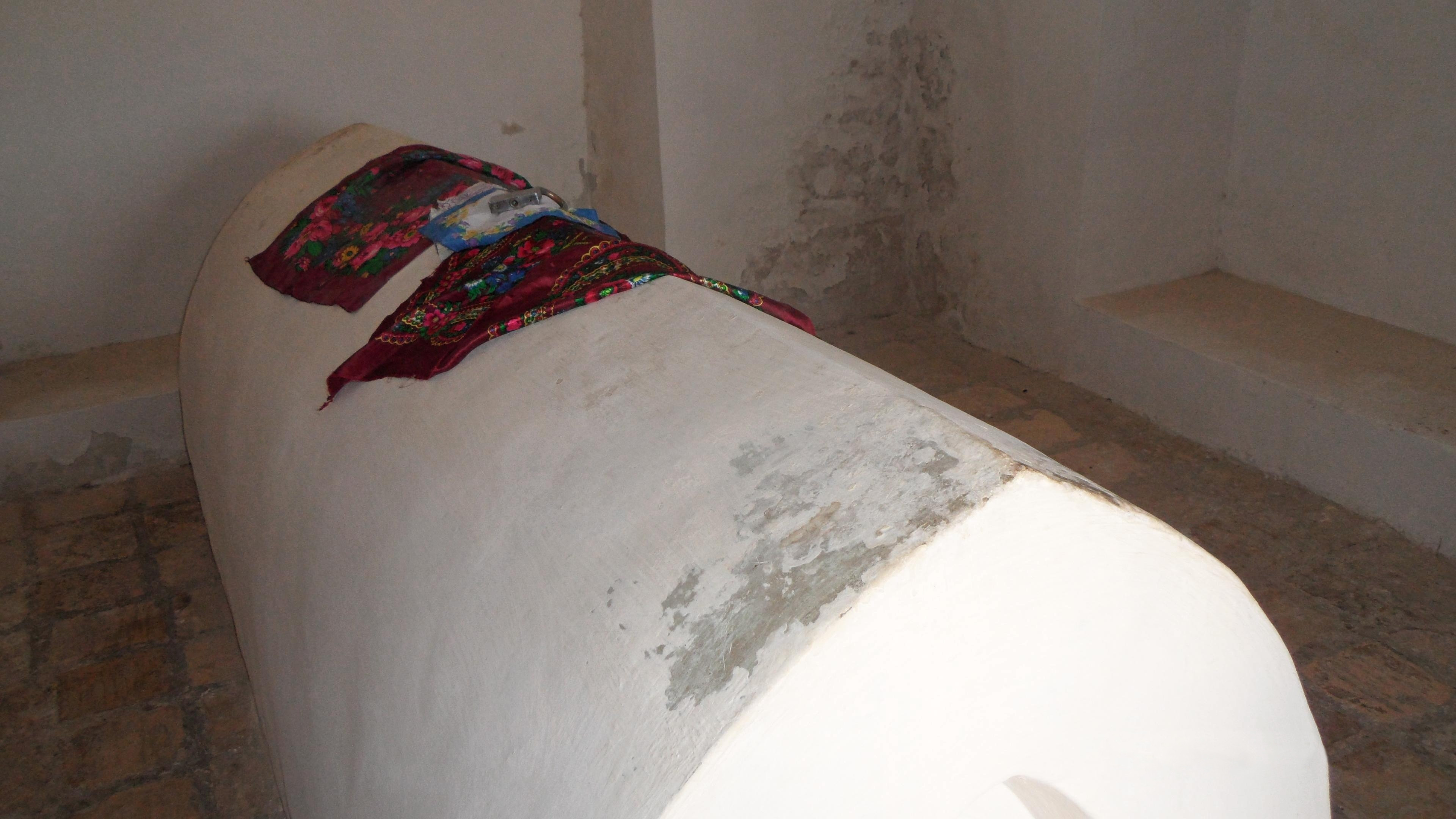
Grab im „Il-Arslan-Mausoleum“
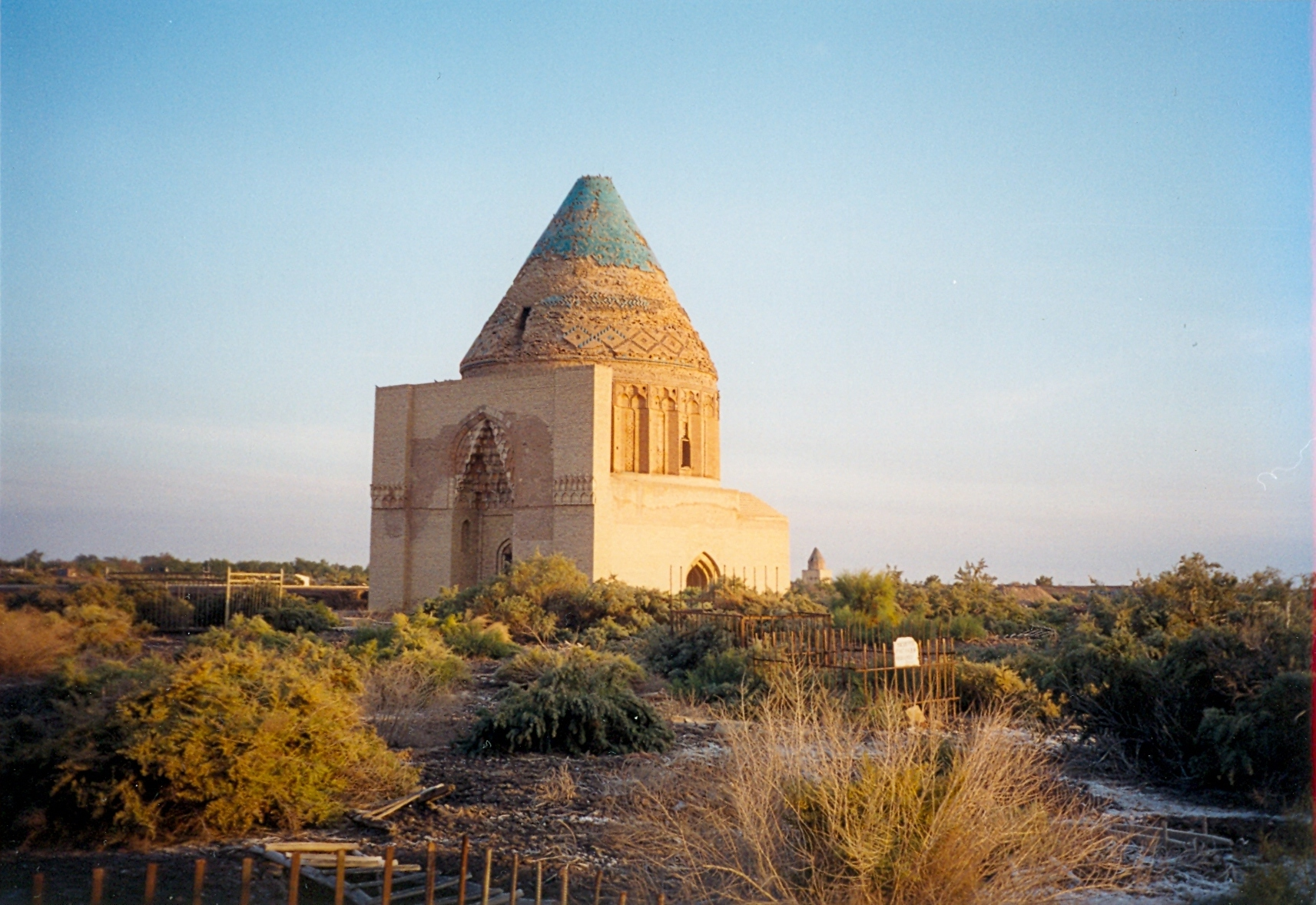
Sultan-Tekisch-Mausoleum (rechts im Hintergrund das „Il-Arslan-Mausoleum“)
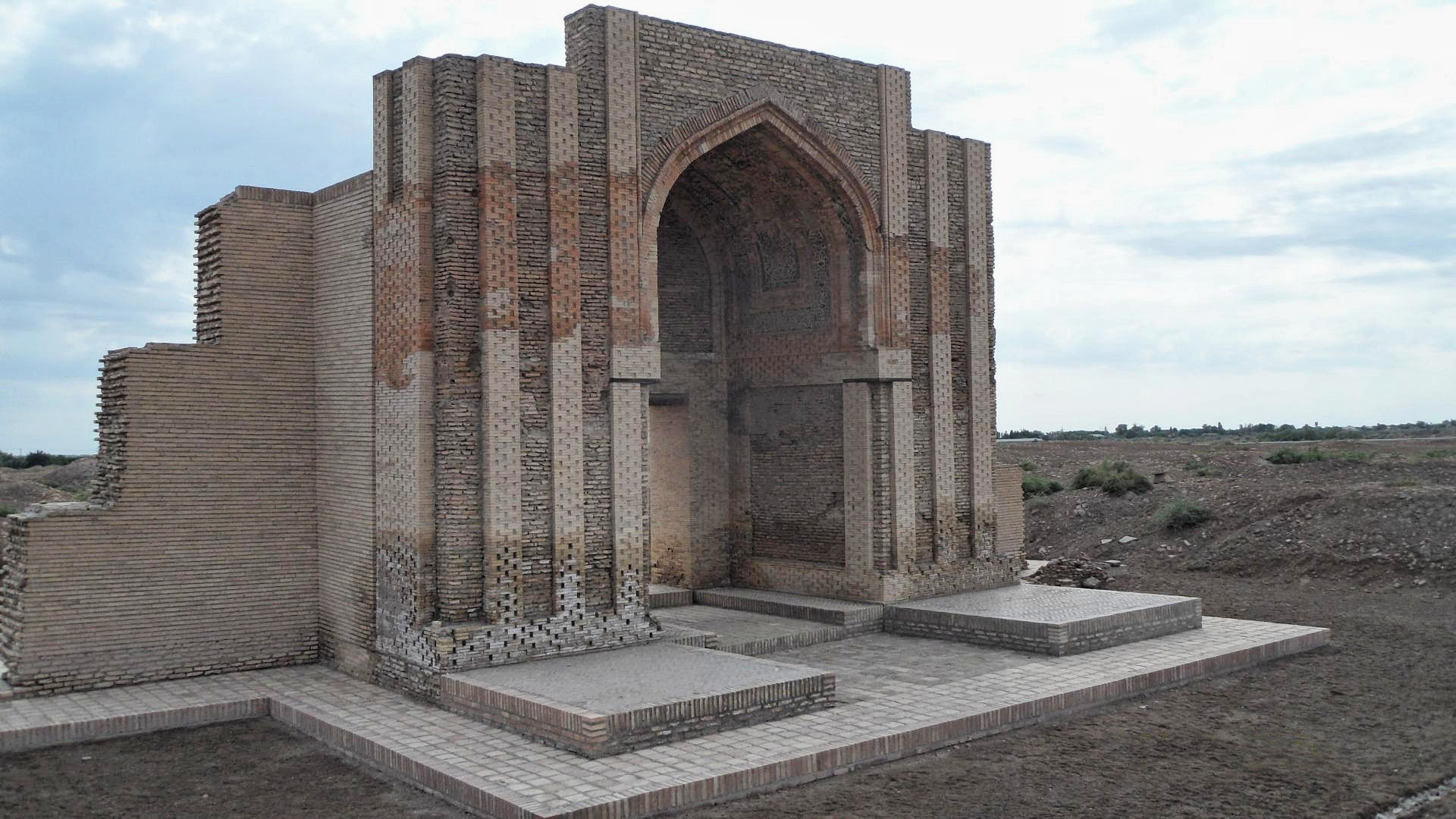
„Tor der Karawanserei“
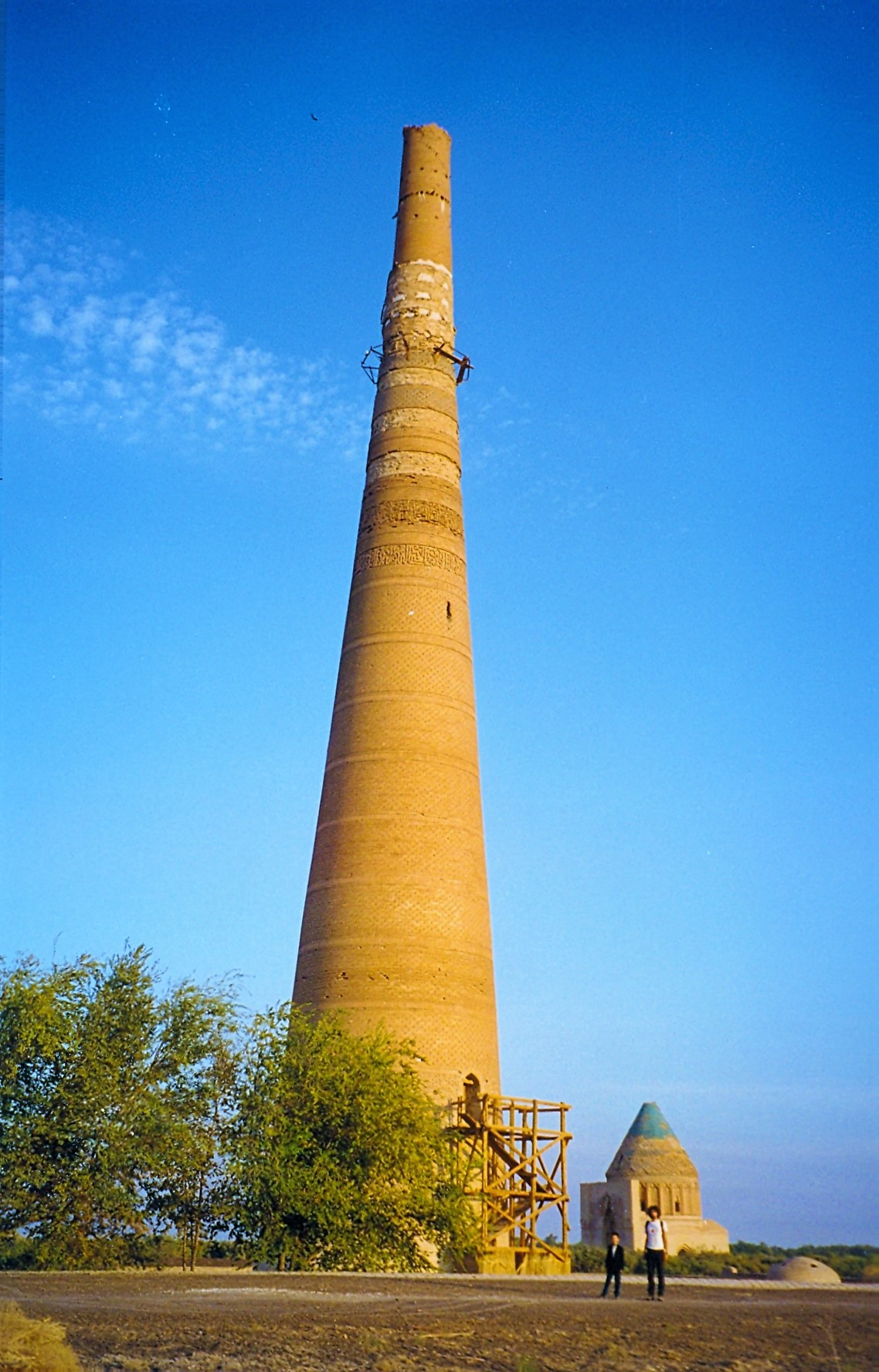
Qutlugh-Timur-Minarett (rechts im Hintergrund das Tekisch-Mausoleum)
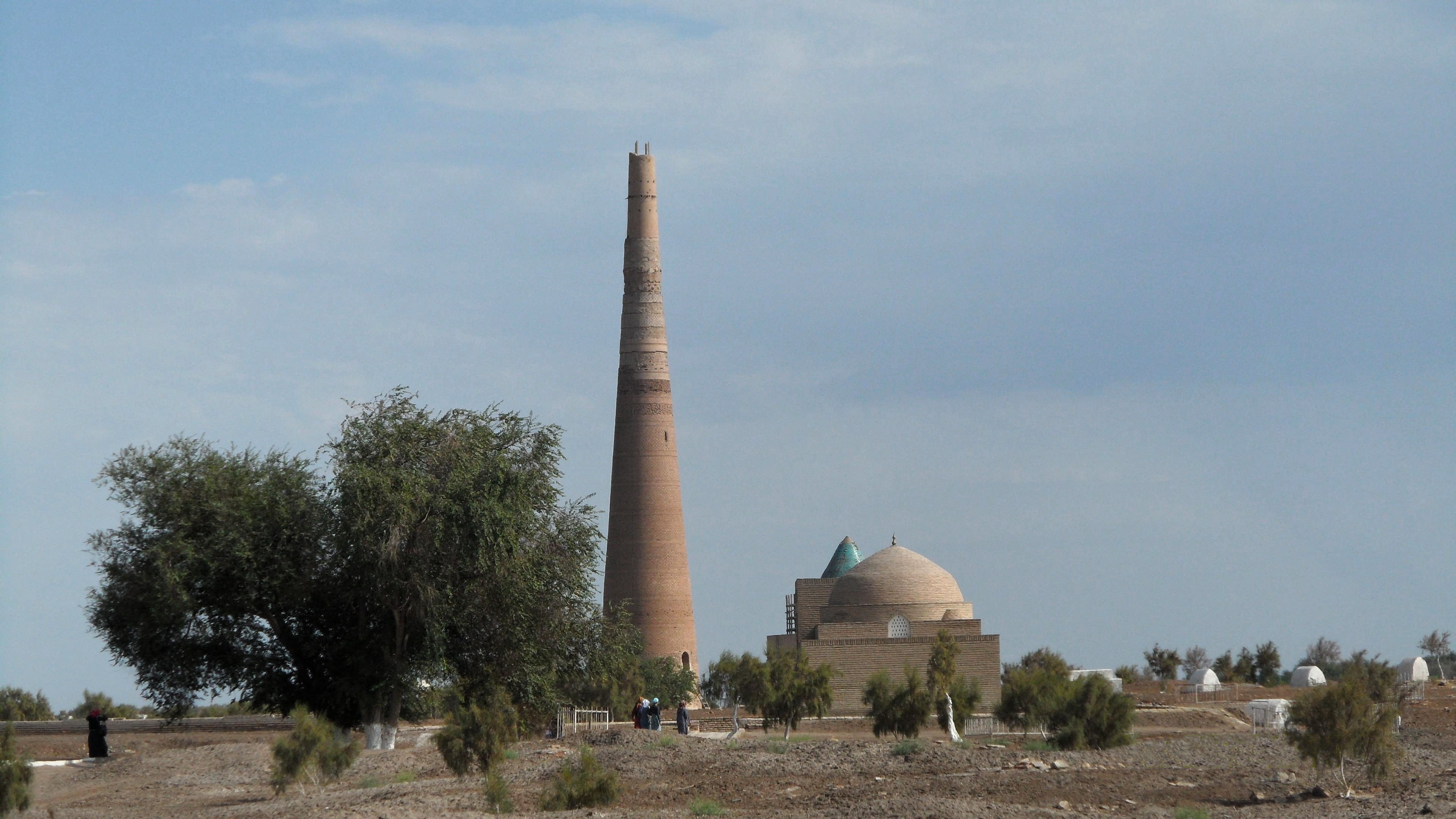
Qutlugh-Timur-Minarett und Sayyid-Ahmad-Mausoleum (dahinter das Tekisch-Mausoleum)
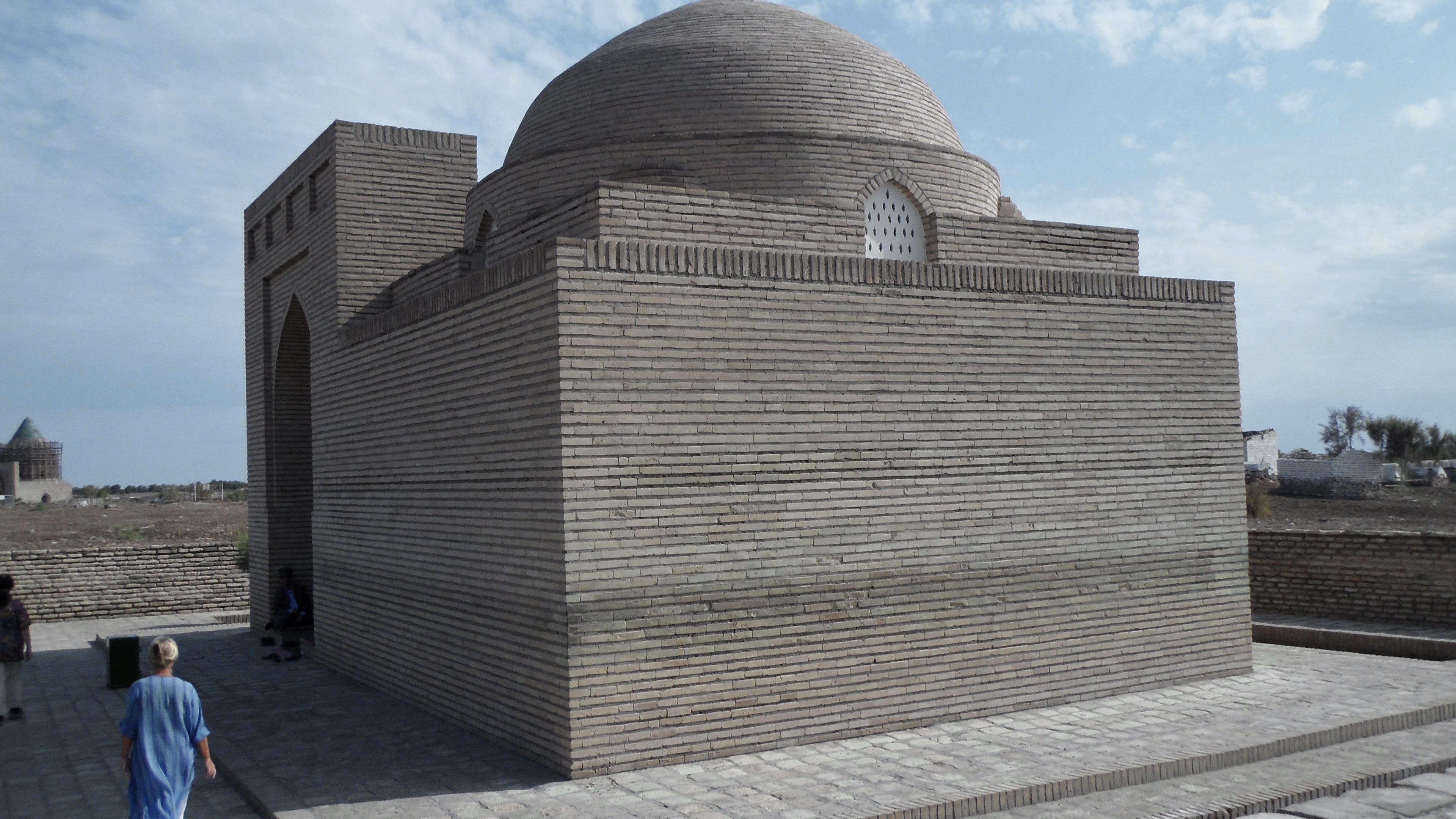
Sayyid-Ahmad-Mausoleum (Vorderansicht)
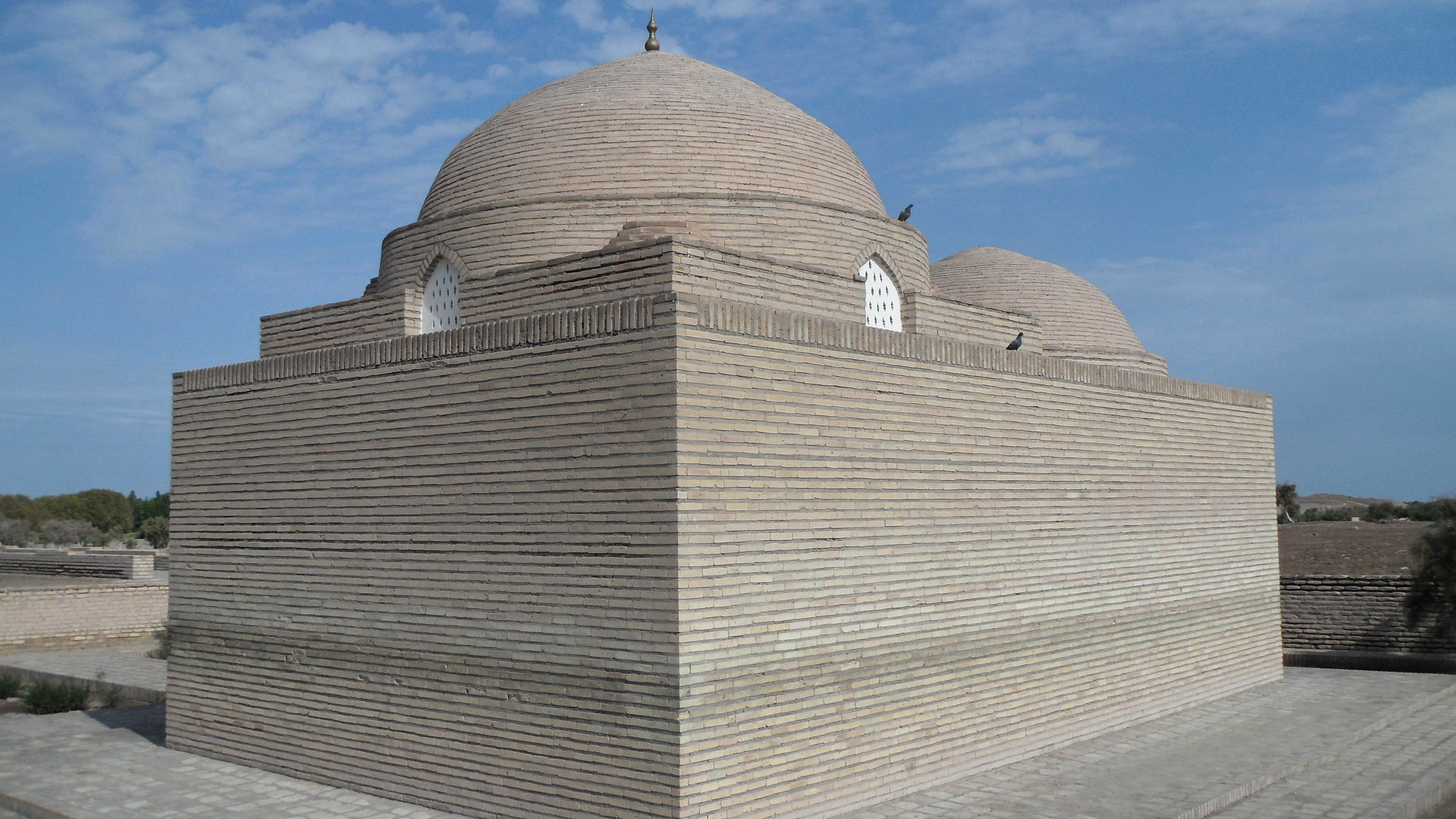
Sayyid-Ahmad-Mausoleum (rückwärtige Ansicht)
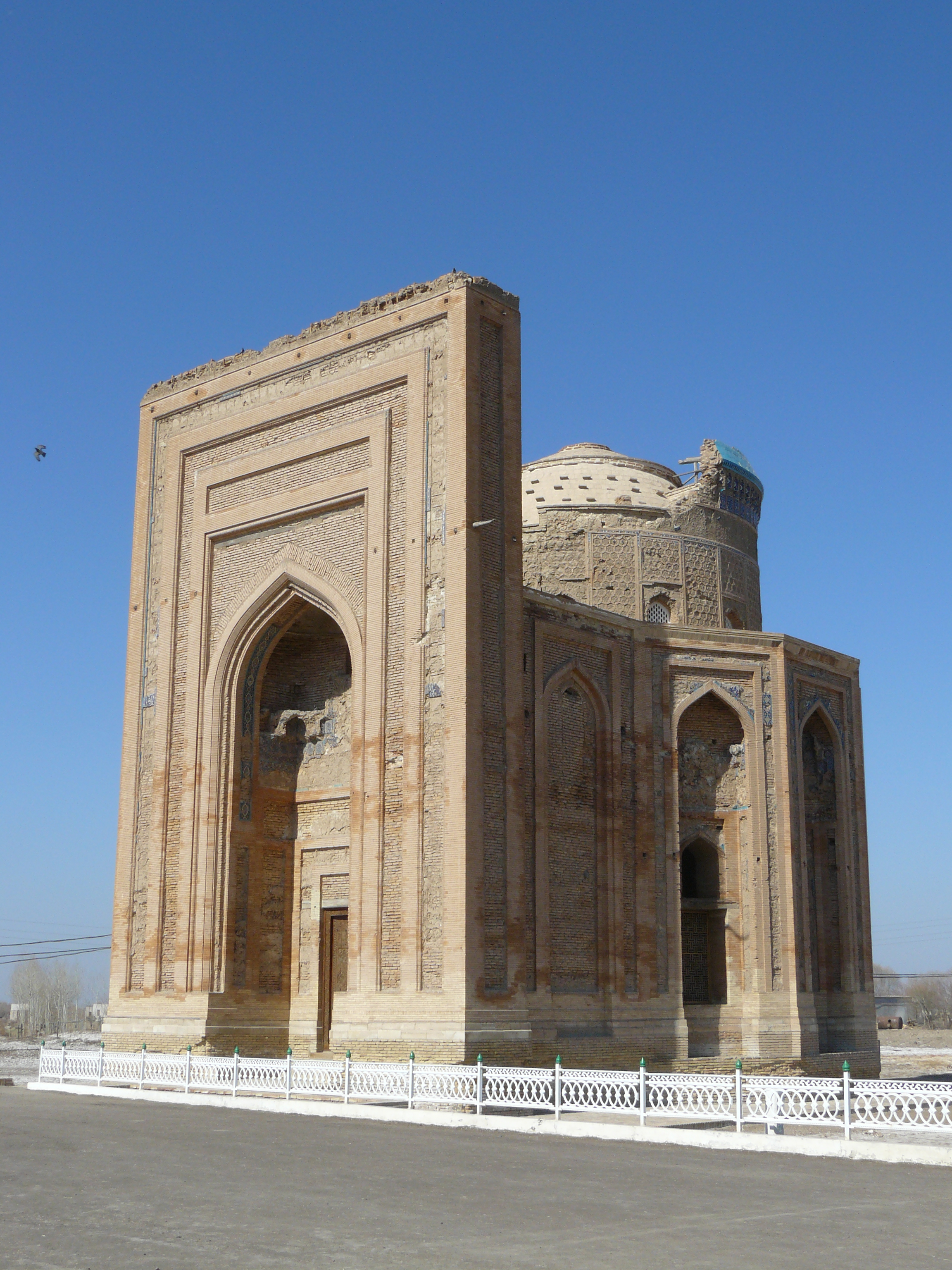
Tura-Beg-Chanum-Mausoleum
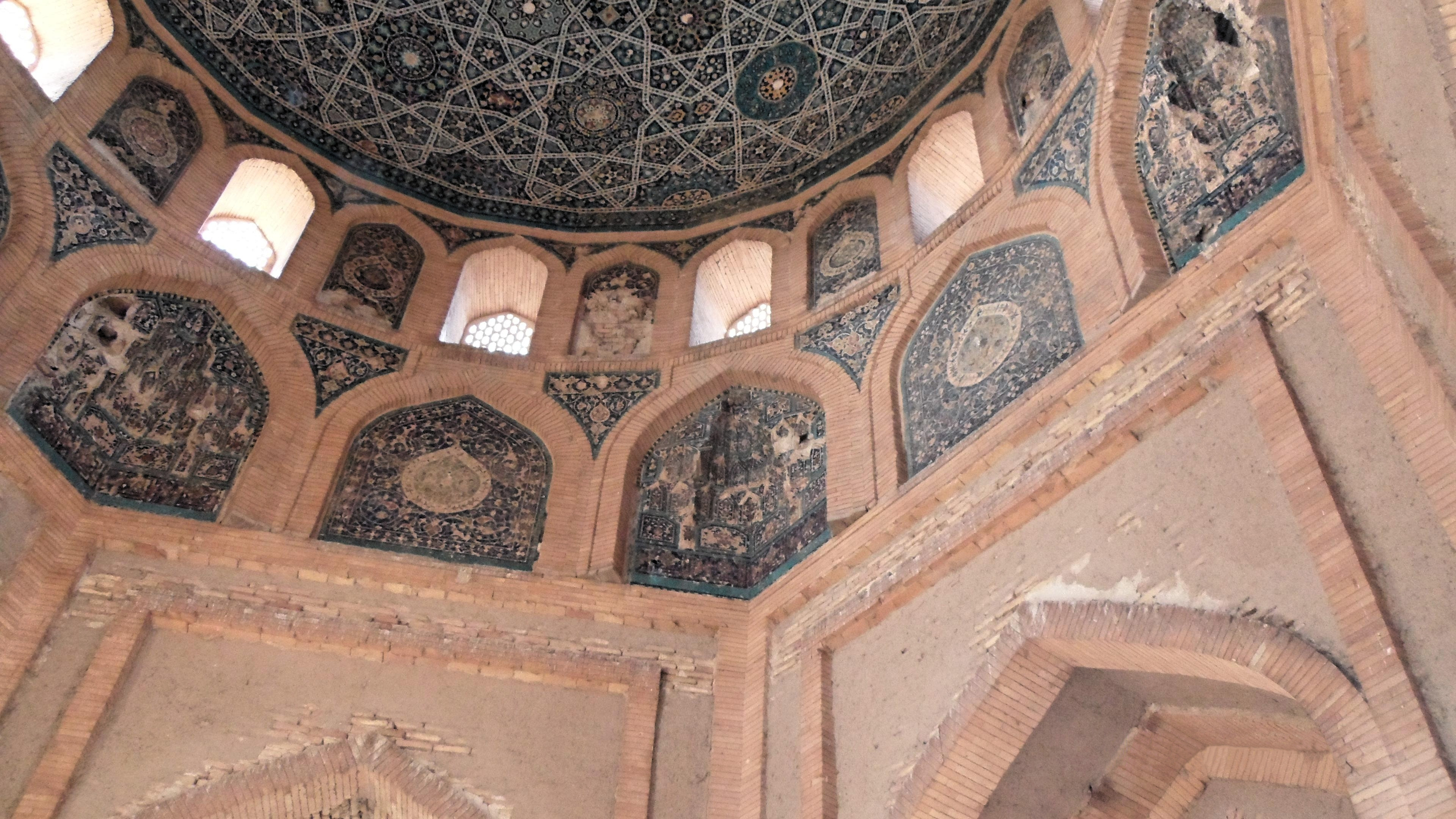
Tura-Beg-Chanum-Mausoleum (Innenansicht)